# 리나는 뱀파이어
리나는 뱀파이어 (Vampirina)는 2017년 10월 1일부터 2021년 6월 28일까지 디즈니 주니어에서 방영한 애니메이션이다. 《꼬마의사 맥스터핀스》(Doc Mcstuffins)의 창작자인 크리스 니의 작품이다. 2012년에 출간된 앤 마리 페이스(Anne Marie Pace)의 책인 뱀파리나 발레리나(vampirina ballerina)를 원작으로 한다. 대한민국 2018년 4월 16일 디즈니 채널에서 첫방송 되었다. 그 이후 디즈니 주니어로 방송이 되었다.

## 줄거리
트란실배니아에서 이사 온 꼬마 뱀파이어 리나는 새로운 마을에서 새 친구를 사귀고 싶어 한다. 뱀파이어 가족과 인간 친구들 사이에서 일어나는 일상의 에피소드를 통해 새로운 이웃, 친구와 사귀는 법, 그들을 서로 이해하는 법을 배워 나간다.

## 목소리 출연

### 원본판
- 리나 (Vampirina) - 이사벨라 크램프
- 포피 (Poppy Peepleson) - 조단 알렉사 데이비스
- 브리짓 (Bridget) - 비비안 이
- 옥사나 (Oxana Hauntley) - 로런 그레이엄
- 보리스 (Boris Hauntley) - 제임스 밴더비크
- 데미 (Demi) - 미첼 위트필드
- 에드거 (Edgar Peepleson) - 벤지 리슬리
- 에드나 (Edna Peepleson) - 크리 섬머
- 그레고리아 (Gregoria) - 완다 사이크스
- 레미 본즈 (Remy Bones) - 이안 제임스 코를렛
- 울피 (Wolfie) - 디 브래들리 베이커

### 한국어판
- 리나 (Vampirina) - 장예나
- 포피 (Poppy Peepleson) - 김영은
- 브리짓 (Bridget) - 사문영
- 옥사나 (Oxana Hauntley) - 임윤선
- 보리스 (Boris Hauntley) - 한신
- 데미 (Demi) - 남도형
- 에드거 (Edgar Peepleson) - 김채하
- 에드나 (Edna Peepleson) - 문남숙
- 그레고리아 (Gregoria) - 전숙경
- 레미 본즈 (Remy Bones) - 정재헌
- 울피 (Wolfie) - 시영준

## 우리말 연출
- 오프닝음악 : 리나는 뱀파이어 테마송
- 노래 : 장예나,임윤선,한신,김영은(코러스)
- 원곡 : 이사벨라 크램프,로런 그레이엄,제임스 밴더비크
- 작곡 : 마이클 쿠먼,크리스토퍼 B. 퍼먼
- 더빙 스튜디오 : STORM
- 믹싱 스튜디오 : STORM
- 음악연출 : 박덕수
- 한국어 제작 : Disney Character Voices International,Inc.
- 기획 : 디즈니채널코리아(유)